# Годебский, Циприан (поэт)
Циприан (Киприан) Годебский (пол. Cyprian Godebski; 1765, Волынское Полесье — 19 апреля 1809, Рашин) — польский поэт и прозаик, участник наполеоновских войн, полковник армии герцогства Варшавского, редактор, переводчик.

## Биография
Представитель шляхетского рода герба Годземба. Учился в школе Пиаристов в Дубровице.
Работал судебным чиновником в Луцке. Позже занимался хозяйством в полученных в наследство от родителей имениях. Поступил на военную службу. Находясь на службе, участвовал в тайной военной организации на Волыни, целью которой была подготовка революции.
Непосредственного участия в восстании под предводительством Костюшко не принимал, хотя занимался формированием и отправкой польских легионов в помощь мятежникам. После поражения, за политическую деятельность императорским указом был арестован и приговорен к ссылке в Сибирь.
Бежал в Галицию, а оттуда уехал в Италию, где будучи адъютантом генерала Ф. Рымкевича вëл просветительскую и пропагандистскую работу среди солдат, в 1799 году редактировал газету «Dekada Legionowa». В сражении с австрийцами под Вероной получил тяжелое ранение. После поражения Легионов, вступил в Надвислянский легион.
После заключения в 1801 году Люневильскогой мира, разочарованный от поражений, вышел в отставку и в 1802 году вернулся на родину, где полностью посвятил себя литературному творчеству.

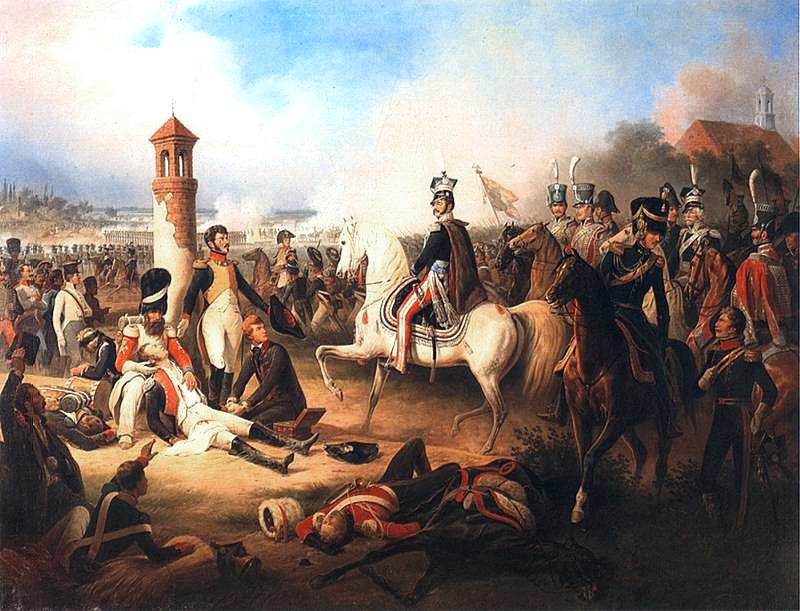
Я. Суходольский. «Смерть Годебского под Рашином»

Член Общества друзей наук в Варшаве. Совместно с Ксаверием Коссецким в 1804—1806 г. издавал ежемесячник «Zabawy Przyjemne i Pożyteczne» (рус. «Приятные и полезные развлечения»). В 1805 году был принят в масонскую ложу «Святыня Мудрости».
По призыву соотечественников вновь вступил в наполеоновскую армию, в рядах которой в 1807 году вернулся в Польшу. После заключения Тильзитского мира был назначен комендантом г. Калиша.
Командовал сформированным в 1807 году в Калише 8-м пехотным полком Варшавского герцогства в составе дивизии генерала И. Зайончека. Позже был назначен комендантом Модлинской крепости.
Погиб 19 апреля 1809 года в ходе Рашинской битвы между войсками Австрийской империи и армией герцогства Варшавского.
Похоронен на кладбище Старые Повонзки в городе Варшаве.
Дед скульптора Киприана Годебского.

## Творчество
Дебют поэта Годебского состоялся в 1802 г. в столичной газете «Nowy Pamiętnik Warszawski». Как писатель, следовал за классицистами и сентименталистами, но в его творчестве нашли отражение республиканско-демократические мотивы.

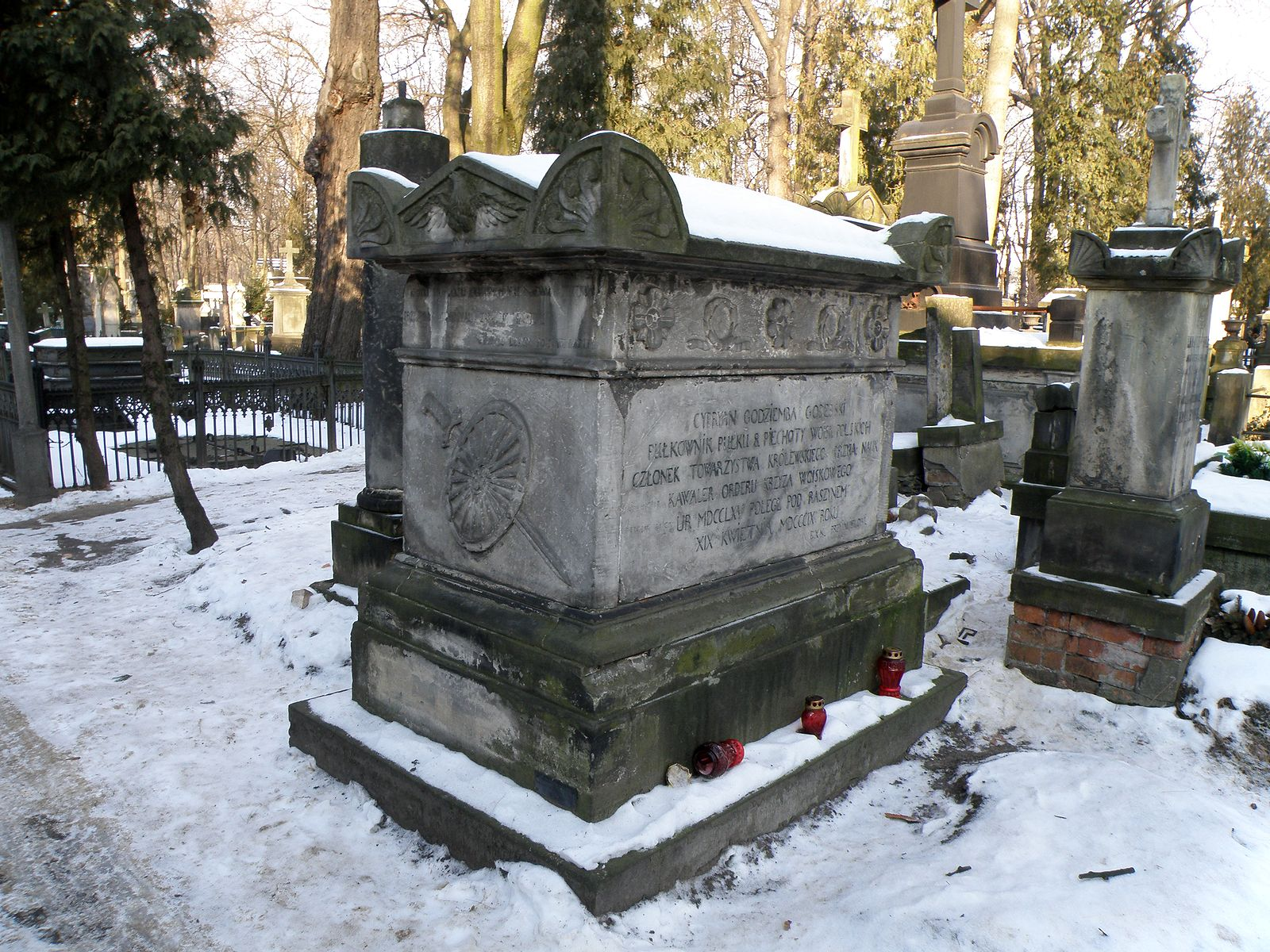
Могила Циприана Годебского

Автор — стихов, повестей, басен, ряда статьи. Наиболее известное и популярное произведение Годебского «Wiersz do legiów polskich», написан им в 1805 г. Кроме того, автор произведений:
- Grenadier-filozof. Powieść prawdziwa wyjęta z dziennika podróży (1799),
- Dzieła wierszem i prozą (изданы посмертно в 1821 г.)

Для нужд армии Варшавского герцогства им также был переведен действующий устав французской армии под названием «Regulamen musztry dla piechoty Wojska Polskiego, przełożony z francuskiego na polskie» .
Занимался также переводом на польский язык произведений писателей других стран. В издававшемся им журнале опубликовал свой перевод отрывка из «Слова о полку Игореве», который затем вошел в его сборник «Dzieła wierszem i prozą».
Образ Ц. Годебского в истории Польши стал символом воина-поэта, участника национально-освободительной борьбы.

## Награды
- Орден Virtuti Militari.